# John Barber
John Barber (ur. 22 lipca 1929 w Little Marlow, zm. 4 lutego 2015 w Palmie) − brytyjski kierowca wyścigowy.

## Kariera

### Sezon 1953
Wystartował w zaledwie jednym wyścigu Formuły 1, który miał miejsce w sezonie 1953 w barwach zespołu Cooper. Brał udział w wyścigu o Grand Prix Argentyny 1953, w którym ostatecznie zajął 8. miejsce tracąc do zwycięzcy 7 okrążeń.